# Avet blanc de les Rocalloses
L'avet blanc de les Rocalloses (Abies lasiocarpa) és una espècie de conífera de la família Pinaceae nadiua de l'oest d'Amèrica del Nord.

## Distribució
És propi de les muntanyes del Yukon, Colúmbia Britànica, oest d'Alberta al Canadà; sud-est d'Alaska, Estat de Washington, Oregon, Idaho, oest de Montana, Wyoming, Utah, Colorado, Nou Mèxic, Arizona, nord-est de Nevada, i els Alps Trinity al nord-oest de Califòrnia als Estats Units. N'hi ha a altituds des de 300–900 m al nord de la seva zona de distribució (rarament per sota d'aquest nivell a l'extrem nord), fins a 2.400-3.650 m al sud de la seva àrea de distribució; és comú trobar-lo immediatament per sota del límit arbori.

## Característiques
És un arbre de mida mitjana que arriba a fer 20 m d'alt, excepcionalment 40-50 m d'alt, amb un tronc d'un metre de diàmetre i una capçada molt estretament cònica. Les fulles són aciculars d'1,5 a 3 cm de llarg. Les pinyes són erectes de 6–12 cm de llarg.

## Taxonomia
Hi ha dos o tres infratàxons:
- El Coast Range Subalpine Fir: Abies lasiocarpa en sentit estricte és la forma típica.
- El Rocky Mountains Subalpine Fir: està molt estretament relacionat i de vegades s'ha tractat com una espècie diferent, Abies bifolia, o com a varietat del primer var. bifolia, o sense distingir-lo de la forma típica.
- El Corkbark Fir: Abies lasiocarpa var. arizonica n'hi ha a Arizona i Nou Mèxic. Es diferencia de la varietat típica per tenir una escorça més gruixuda i blanquinosa.[2]

## Usos
La fusta té finalitats estructurals i per a fer paper. també és popular com avet de Nadal i com planta ornamental (el Corkbark Fir).
Algunes tribus d'amerindis feien bols de la seva fusta per purificació o per fer créixer els cabells.

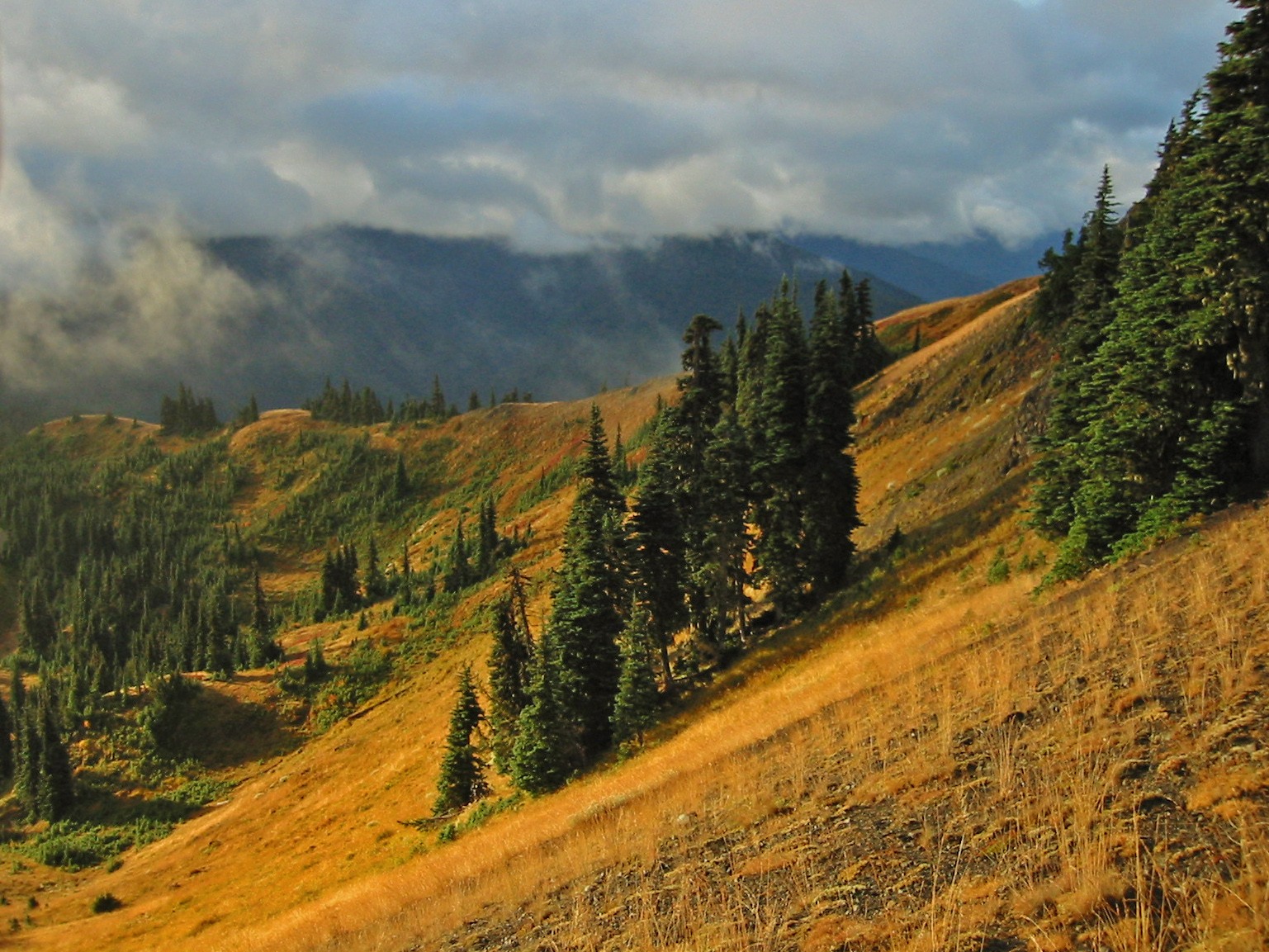
Avet blanc de les Rocalloses a l'Olympic National Park
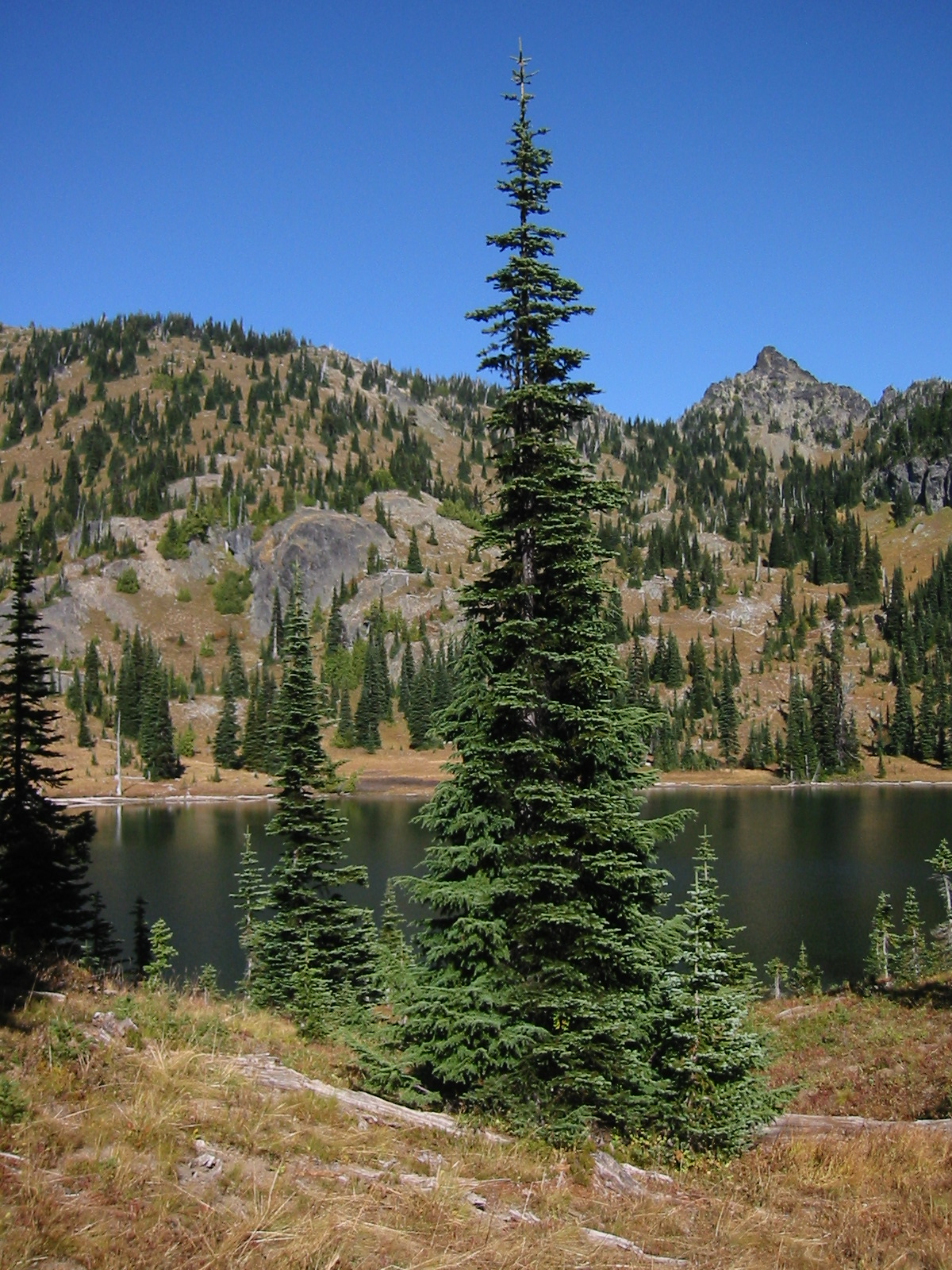
Avet blanc de les Rocalloses al Mount Rainier National Park
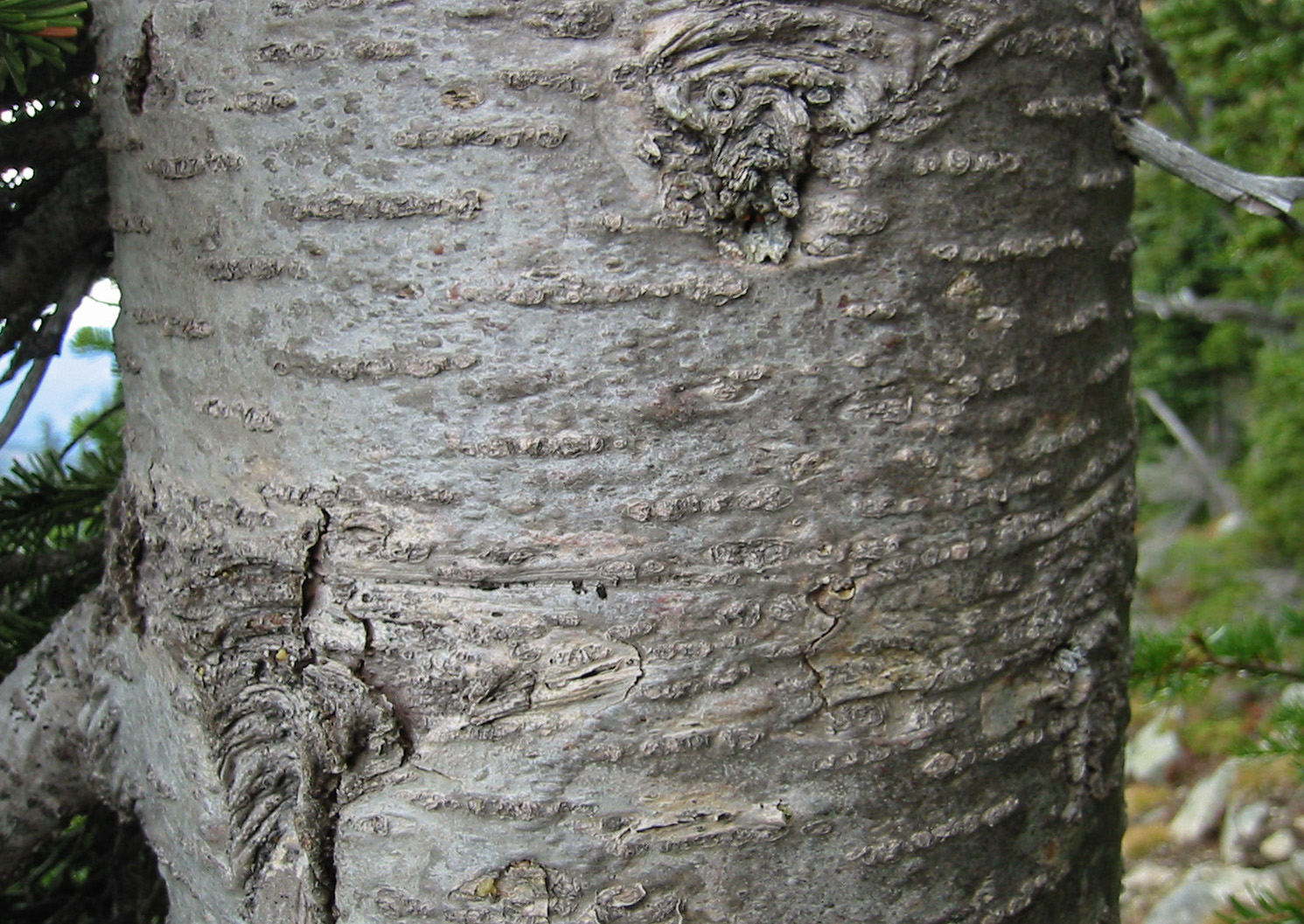
Escorça de l'avet blanc de les Rocalloses